# 伊恩·沃克 (帆船运动员)
伊恩·沃克（英語：Ian Walker，1970年2月25日—），生于伍斯特，英国男子帆船运动员。他曾代表英国参加1996年和2000年夏季奥林匹克运动会帆船比赛，获得二枚银牌。